# Antelope County
Antelope County är ett administrativt område i delstaten Nebraska, USA. År 2010 6 685 invånare. Den administrativa huvudorten (county seat) är Neligh.

## Geografi
Enligt United States Census Bureau har countyt en total area på 2 223 km². 2 220 km² av den arean är land och 3 km² är vatten.

### Angränsande countyn
- Pierce County, Nebraska - öst
- Madison County, Nebraska - sydost
- Boone County, Nebraska - söder
- Wheeler County, Nebraska - sydväst
- Holt County, Nebraska - väst
- Knox County, Nebraska - nord